# 鄭求参
鄭 求参（チョン・グサム、朝鮮語: 정구삼/鄭求參、1893年12月3日 - 1979年3月27日または3月31日）は、日本統治時代の朝鮮の記者および大韓民国の政治家。制憲韓国国会議員。
本貫は延日鄭氏。鄭 求三（読み、ハングル同）という表記も見られる。

## 経歴
忠清北道沃川郡出身。官立漢城外国語学校卒。その後は中国に渡り、北京にある清華大学で2年間修学した後、北京郵政局で勤務した。天津で新中新聞の記者をしたほか、上海臨時政府に参加し申采浩と『東国歴史』という東アジアの歴史教科書の編纂に従事した。1945年には天津韓国僑民会事務局長兼救護部長を務め、解放後は帰国し農業に従事した。1947年には大韓独立促成国民会沃川郡支部長となり、1948年の初代総選挙に沃川郡選挙区から大韓独立促成国民会所属で立候補して当選し、国会議員を1期務めた。1969年12月、大韓民国政府から国民勲章無窮花章を受章した。
1979年3月31日午前に持病によりソウル市東大門区の自宅にて死去。享年87。

## エピソード
8男2女をもうけた。
国会議員当選以降はずっとソウルに住んでいたため、中国と韓国の政治的対立により、中国にいる友人らとの連絡が途絶えた。